# Guaratuba
Guaratuba là một đô thị thuộc bang Paraná, Brasil. Đô thị này có diện tích 1325,883 km², dân số năm 2007 là 32315 người, mật độ 25,7 người/km².